# Maison de la Balance
La « Maison de la Balance » (De wage ou De weegschaal en néerlandais) est une maison de style baroque située au numéro 24 de la rue de la Colline, à l'angle nord-est de la Grand-Place de Bruxelles en Belgique, à gauche de la « Maison des Ducs de Brabant ».
Bien que située au début de la rue de la Colline, cette maison appartient à l'ensemble architectural de la Grand-Place et représente la dernière image qu'en garde le visiteur qui quitte la place par cette rue.

## Historique
La maison est édifiée en 1704, comme l'atteste le cartouche millésimé « MDCCIV » qui orne l'entablement qui surmonte les fenêtres du deuxième étage. Elle remporte le concours organisé pour la reconstruction de la Grand-Place, après le  bombardement de la ville par les troupes françaises commandées par le maréchal de Villeroy en août 1695.
En 1890, elle fait l'objet d'une restauration par l'architecte Victor Jamaer avec de la pierre de Gobertange et de la pierre d'Euville.
En avril 2014, l'ancien capitaine des Diables rouges et du Manchester City Football Club Vincent Kompany ouvre un bar, le Good Kompany, dans la Maison de la Balance mais l'établissement ferme ses portes en février 2015,,,.
À la fin de l'année 2015, la pâtisserie française Ladurée transforme l'ancien Good Kompany Bar en bonbonnière rococo pour y vendre ses macarons,. Cependant, la boutique va devoir faire face notamment à la menace terroriste, qui pèse a l'époque sur la ville de Bruxelles : la boutique Ladurée de la rue de la Colline met la clé sous la porte en janvier 2017.
En septembre 2020, la start-up Imagine Belgium s'y installe pour installer une salle de tourisme VR (réalité virtuelle). Au début de l'année 2021, une autre start-up (Cocoon Brussels) s'y installe pour ouvrir des chambres dites insolites sous les toits de la maison.

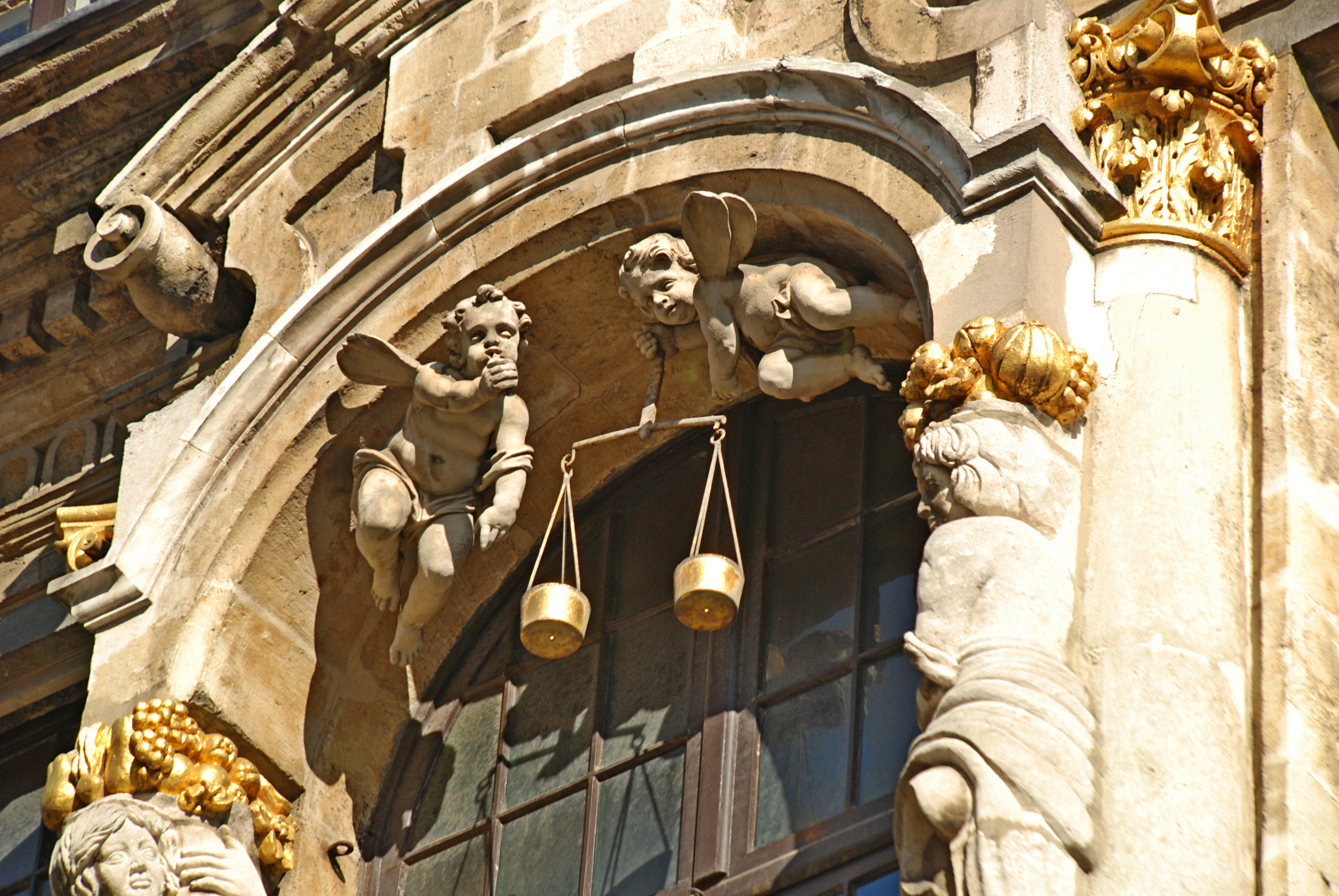
La balance qui donne son nom à la maison.
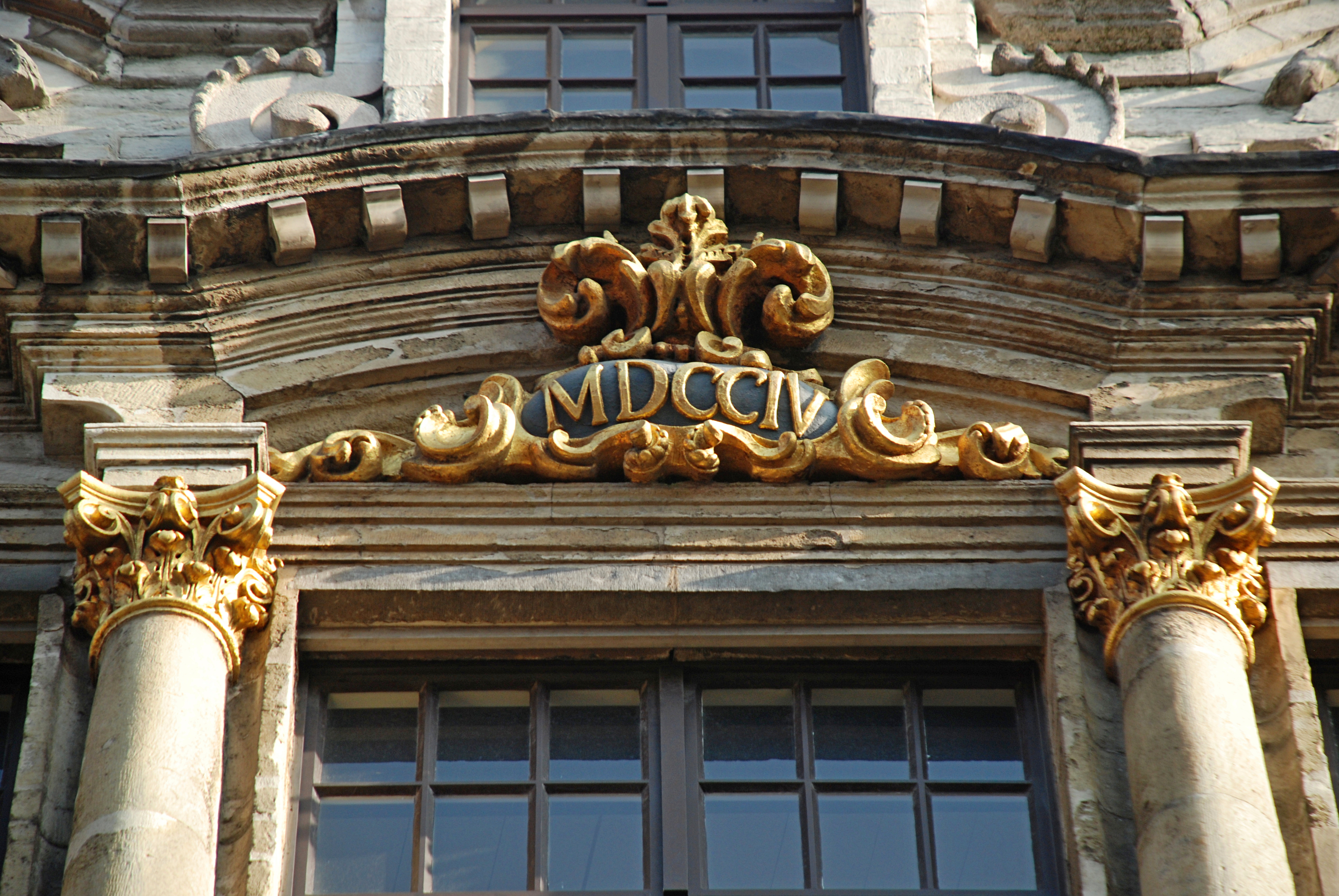
Le cartouche millésimé « MDCCIV » (1704).

## Classement
La Maison de la Balance fait l'objet d'un classement au titre des monuments historiques depuis le 10 mars 1994 sous la référence 2043-0177/0.

## Architecture
La « Maison de la Balance » présente une façade en pierre de taille comportant trois travées et trois niveaux plus un pignon.
Le rez-de-chaussée est orné de pilastres en creux dont la base est à bossages et dont le sommet est orné de chapiteaux toscans dorés. Les deux chapiteaux latéraux sont surmontés chacun d'un triglyphe tandis que les deux chapiteaux centraux portent chacun une superbe console figurant un personnage africain taillé en atlante soutenant le balcon,,.
Ces personnages sont assis sur les chapiteaux dorés, une jambe pendant dans le vide, et soutiennent le balcon d'un élégant mouvement du bras, la main retenant le drapé du vêtement : ils ont valu par le passé à cette maison le nom de « Maison des Deux-Nègres », une appellation qui n'est plus utilisée.
Chacune des baies du rez-de-chaussée est surmontée d'un œil-de-bœuf.
Les fenêtres du premier étage sont séparées par des colonnes engagées à chapiteaux corinthiens dorés. La fenêtre centrale, précédée d'un balcon, présente un encadrement richement orné comportant des cariatides portant des cornes d'abondance débordant de fruits dorés et « deux Amours dont l'un tient une balance dorée, tandis que l'autre souffle dans une trompette ».
Le premier et le deuxième étage sont séparés par un entablement à l'antique orné d'une frise de denticules.
Les fenêtres du deuxième étage sont séparées par des colonnes engagées au fût partiellement cannelé couronné par des chapiteaux corinthiens dorés supportant un entablement dont la partie centrale arbore un cartouche indiquant le millésime de l'année de construction de l'édifice : « MDCCIV » (1704).
La façade est couronnée par un pignon très orné comportant trois travées et deux registres. La travée centrale est occupée par une fenêtre à piédroits et impostes saillants, bordés de volutes et portant un arc en plein cintre à clé saillante surmonté d'un larmier. Les travées latérales sont percées de petites fenêtres surmontées chacune d'un larmier et d'une corniche interrompue. Le registre supérieur comporte un oculus sous larmier encadré de balustres.
Ce pignon porte des boules de pierre, des vases de pierre ainsi qu'un obélisque, une aiguille en pierre portant une flamme dorée.

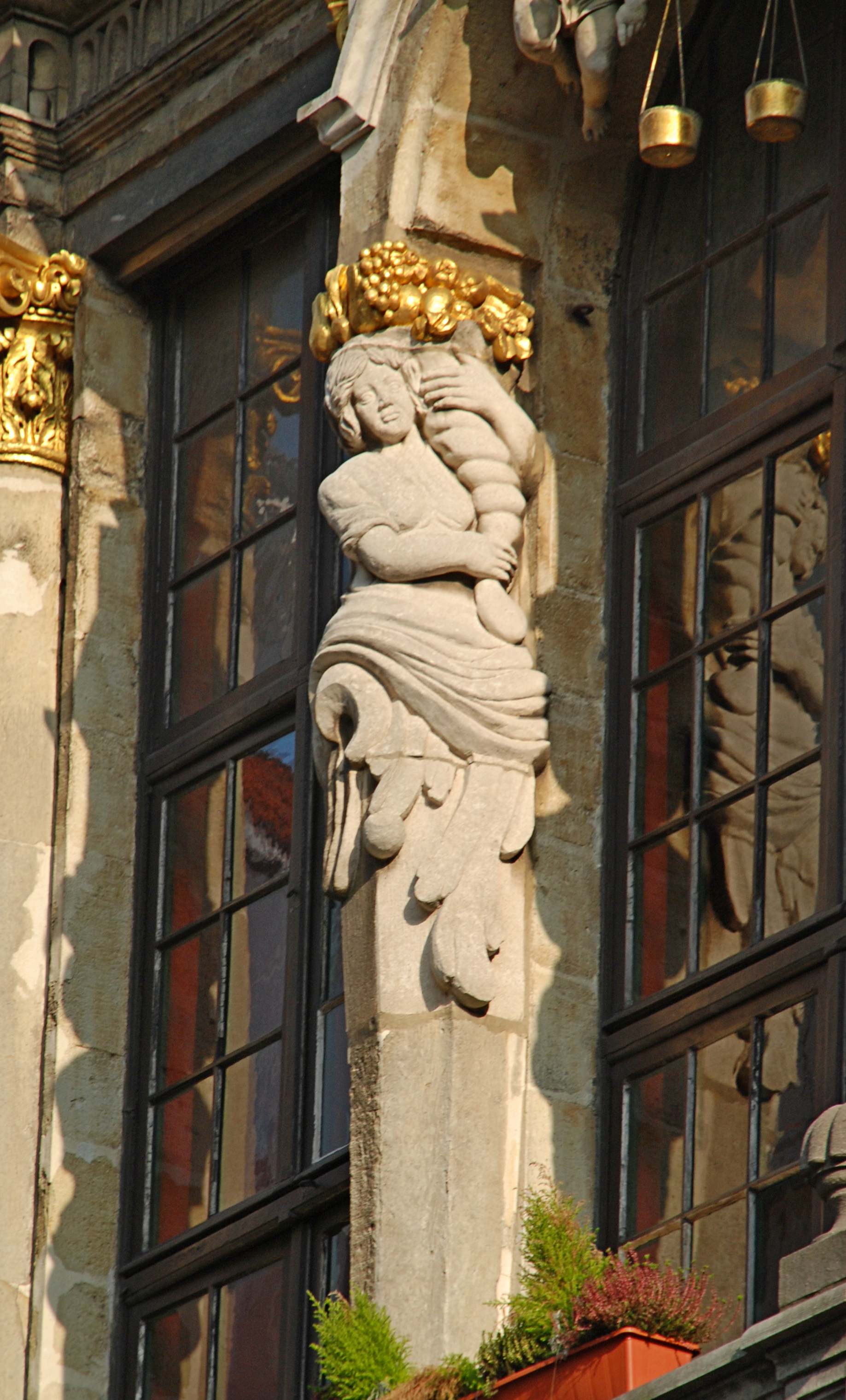
Cariatide et corne d'abondance.
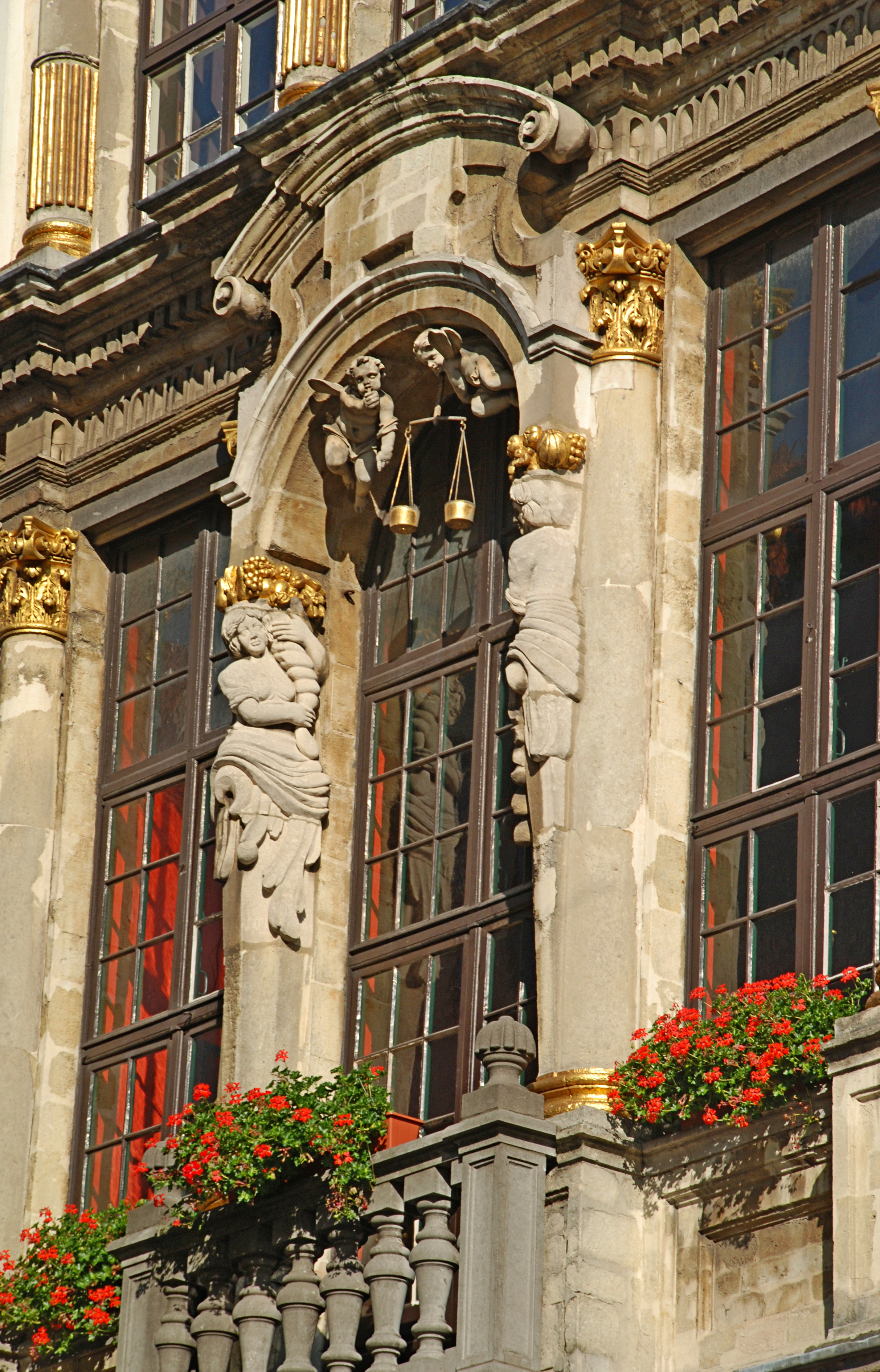
Baie centrale.
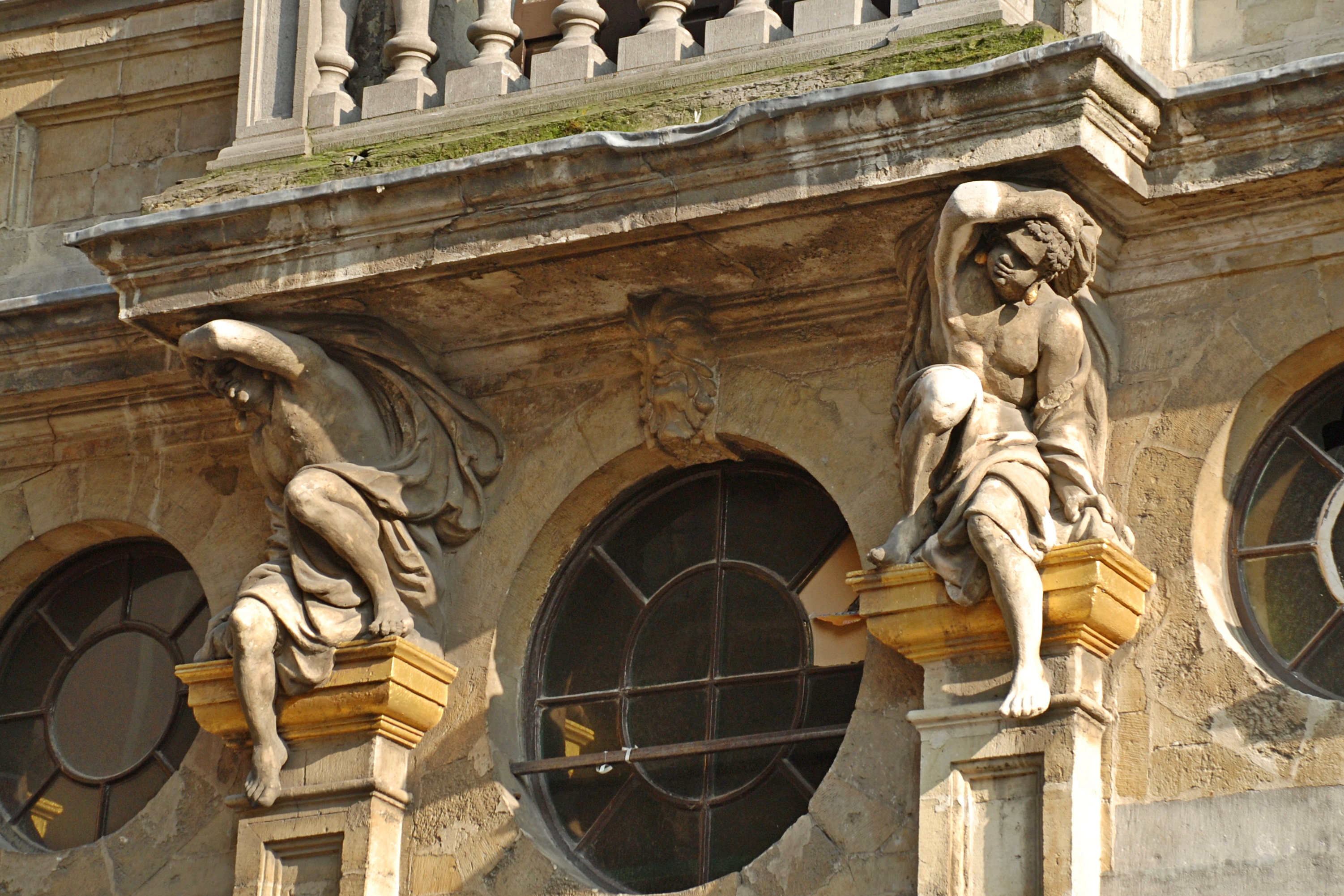
Atlantes du balcon.
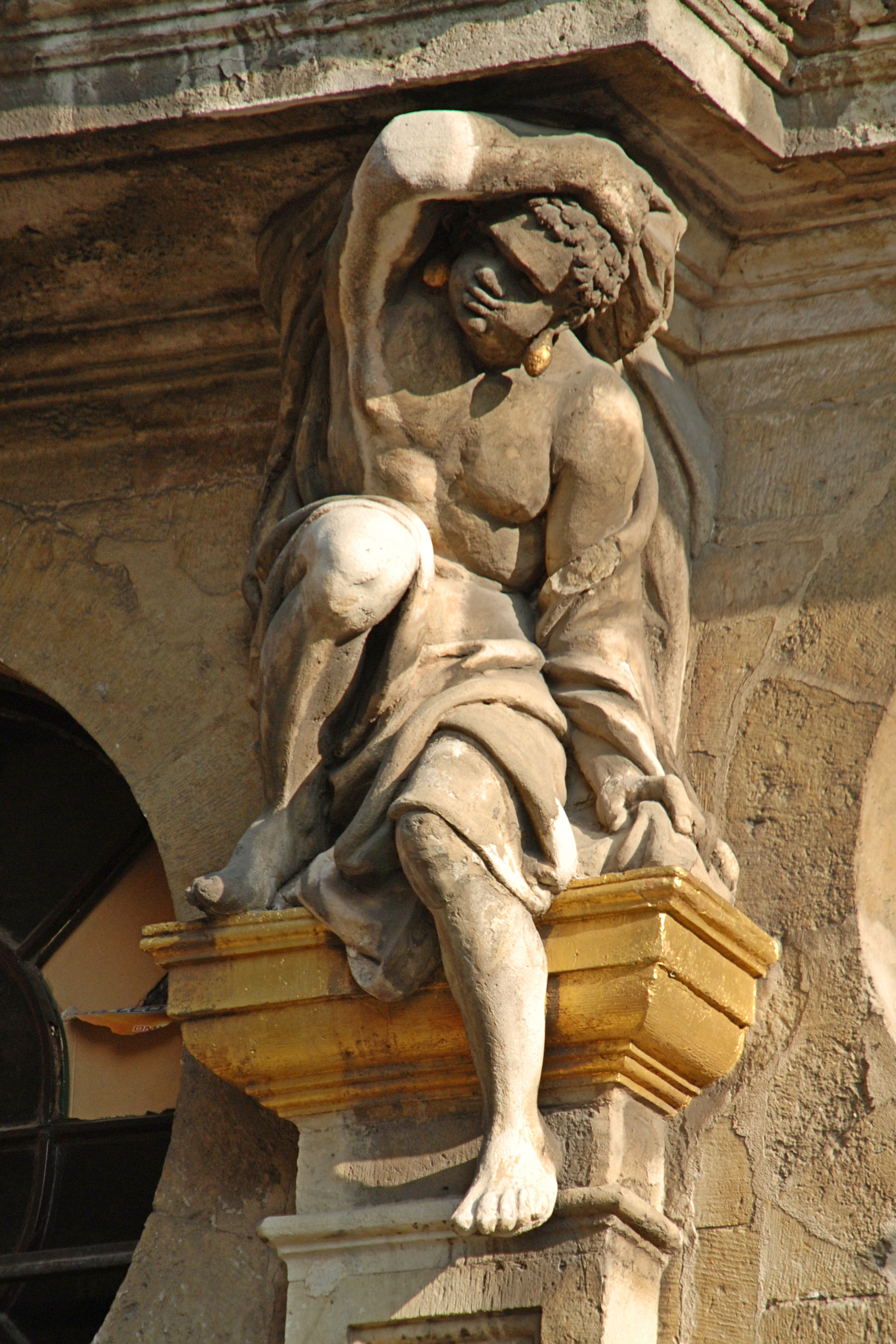
Atlante africain.
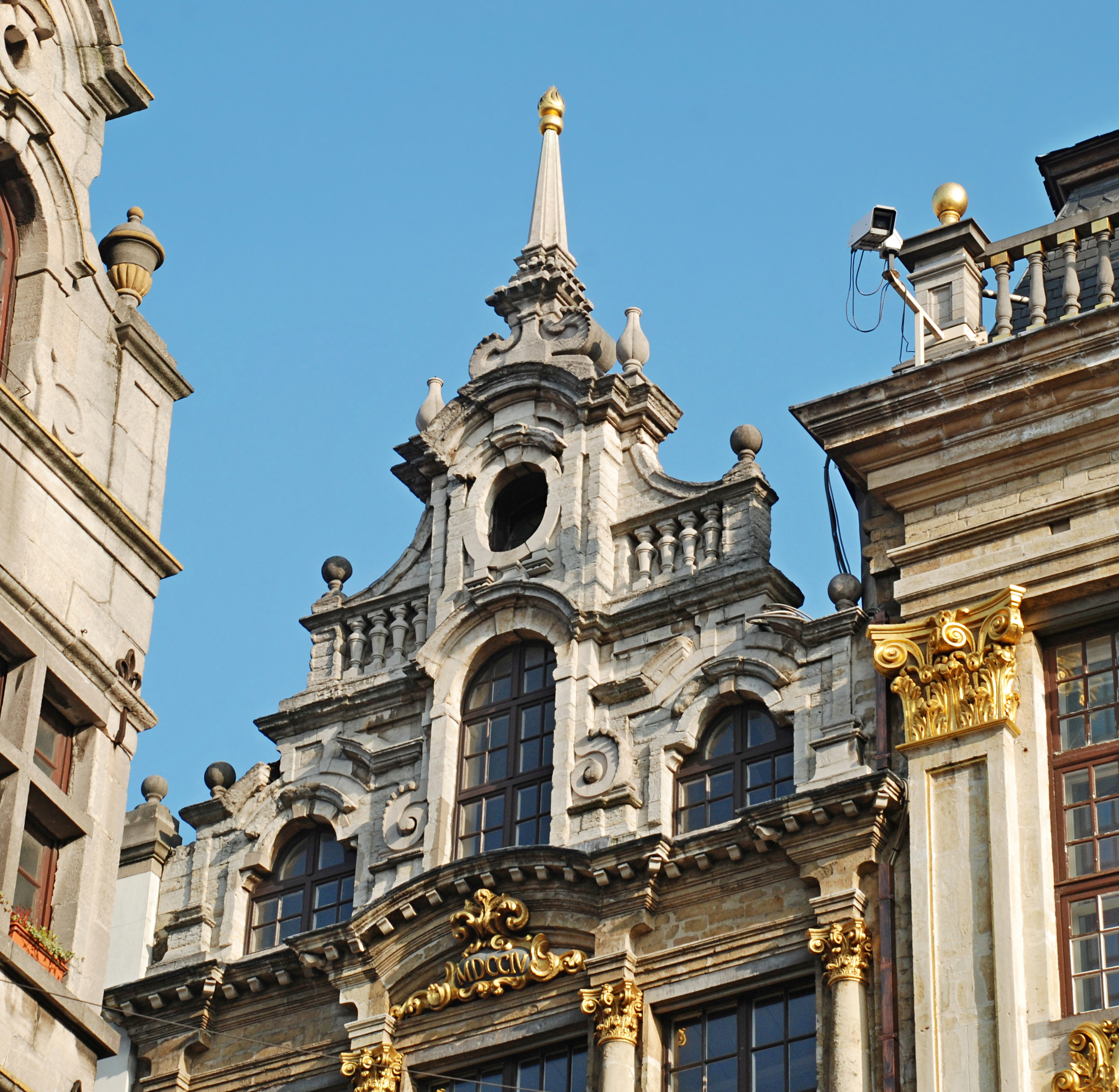
Pignon.